# 田边–菅野图
田边-菅野图（Tanabe-Sugano diagram）用于预测配合物的紫外和可见光谱。预测结果与光谱实验结果对比，可估算配体场分裂能10Dq的大小。高自旋和低自旋配合物的谱学性质都可用田边-菅野图来预测，不同于只能预测高自旋的Orgel图。也可用其预测致高自旋至低自旋的跃迁的配体场大小。
田-菅图中以基态作为参照，基态能对所有场强均定为零，其他项的能量则相应画出。

## 背景
此图是日本人田边行人与菅野晓在其1954年的论文《配离子的吸收光谱》中提出的。在此之前对金属配离子的激发电子组态了解很少。田-菅二人结合了汉斯·贝特的晶体场理论与拉卡的斯莱特积分线性组合（现称拉卡参数），对八面体型配离子的吸收光谱作了更加定量的解释。 经多次光谱实验，利用等电子的第一过渡系金属的吸收光谱，他们又估算了每种d组态的两个拉卡参数（B和C）的数值。对计算得出的每种电子组态的能量作图，即得到田边-菅野图。